# Porta Angelica

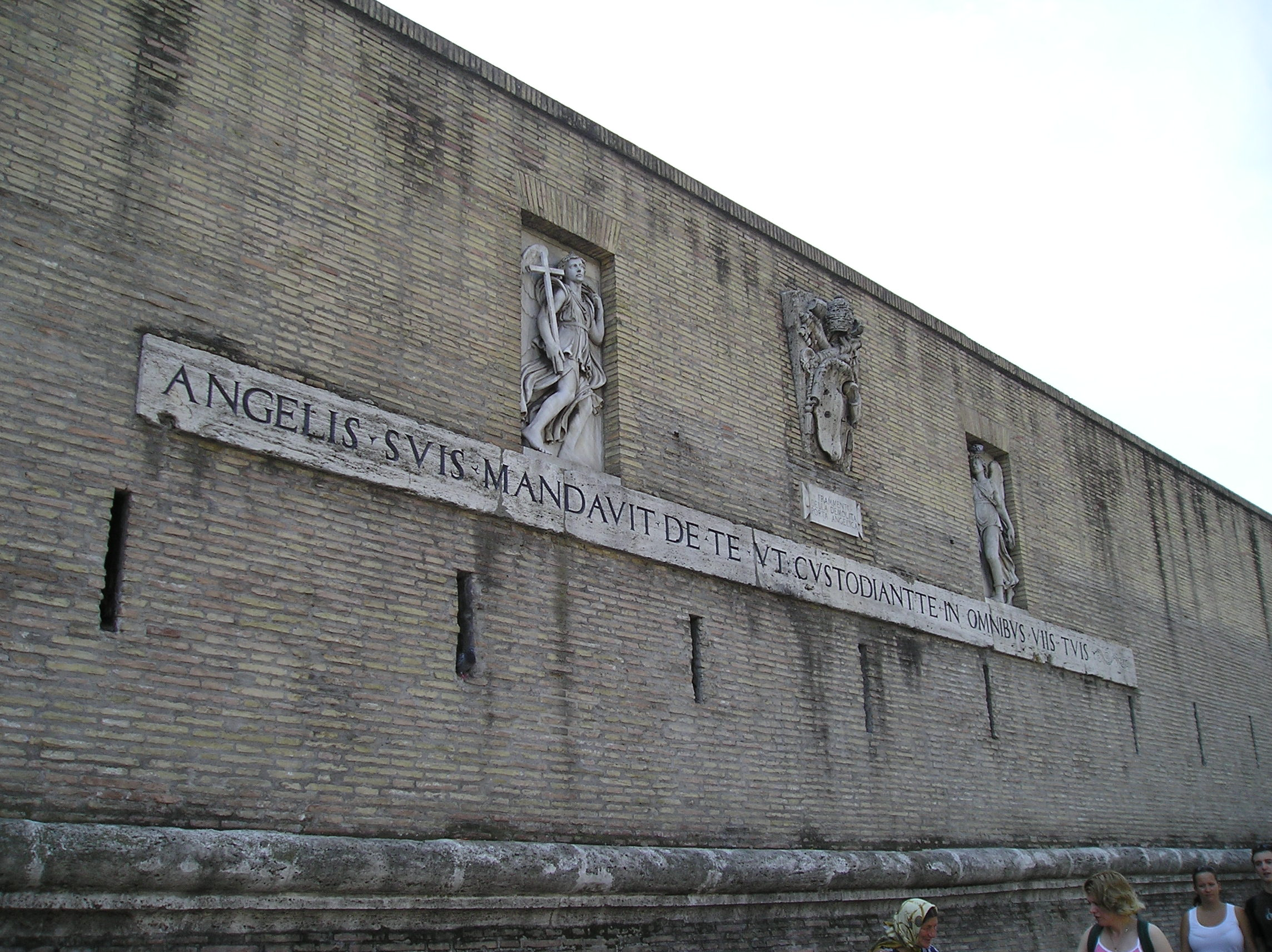
L’iscrizione e gli angeli di Porta Angelica

La Porta Angelica era una porta cittadina che si apriva nelle mura Leonine di Roma.
Si trovava circa all'angolo tra l'attuale viale dei Bastioni di Michelangelo, Piazza Risorgimento e via di Porta Angelica, dove ora è visibile uno stemma di papa Pio XI.

## Storia
Realizzata prima del 1563 da papa Pio IV in un elegante e semplice bugnato, era utilizzata come via preferenziale per i pellegrini che giungevano in città dalla via Cassia o dalla via Flaminia. La denominazione di Angelica deriva dal nome di battesimo del pontefice, Giovanni Angelo Medici, il quale volle lasciare ulteriori memorie delle sue opere, non solo nelle iscrizioni, ma anche nelle denominazioni dei monumenti che realizzò (a lui è infatti intitolata, ad esempio, porta Pia). Il papa volle anche la realizzazione di una lunga via, detta strada Angelica, ad uso dei pellegrini, che conduceva direttamente alla porta con partenza dalla zona di Ponte Milvio.
Seguendo un'usanza già in vigore almeno dal V secolo, la porta venne concessa in appalto a privati, unitamente all'annesso corpo di guardia. Nel 1673 è attestata la concessione in appalto (che prevedeva anche la relativa riscossione del pedaggio per il transito), alla nobile famiglia romana dei Carpegna e, nel 1750, ai Lambertini. Trattandosi in entrambi i casi di parenti dei pontefici regnanti, era molto probabile che il traffico cittadino per quel passaggio fosse abbastanza intenso, per poter assicurare un congruo guadagno.
All'inizio del XVIII secolo sull'attico della porta vennero aggiunte delle gabbiette in ferro, destinate a contenere, in mostra, teste di giustiziati, secondo una prassi consolidata da secoli che voleva che i condannati a morte fossero esposti al pubblico. La prima testa ingabbiata in porta Angelica, il 4 luglio 1703, apparteneva a un tal Mattia Troiani, servitore di un monsignore della Curia da lui ucciso.
Qui ebbe luogo il 30 aprile 1849 il primo attacco alla Repubblica Romana da parte delle truppe francesi al comando del generale Nicolas Charles Victor Oudinot respinto dai difensori al comando di Giuseppe Garibaldi.
La porta fu abbattuta nel 1888 insieme con tutto il tratto di mura che da qui raggiungeva Castel Sant'Angelo, nell'ambito dei lavori di urbanistica che dovevano rendere più moderno e fruibile il quartiere di Borgo.
Alcuni resti della porta sono visibili incastonati nel muro dietro l'angolo, su viale dei Bastioni di Michelangelo: si tratta di un'iscrizione lineare “ANGELIS SVIS MANDAVIT DE TE VT CVSTODIANT TE IN OMNIBVS VIIS TVIS” (“Egli ti ha inviato i suoi angeli affinché ti custodiscano in tutte le tue vie”), lo stemma di Pio IV (dal quale sono state asportate le palle) e le due statue degli angeli crociferi che erano poste ai lati dell'apertura. Risulta dalle testimonianze che la porta recava anche la scritta, visibile uguale anche su porta Castello, “QUI VULT SALVAM REMP. NOS SEQUATUR”, “Chi vuole salva la Repubblica, ci segua”, esortazione che proveniva dai due angeli posti ai lati di entrambe le porte.
Un'altra traccia è nell'odonomastica cittadina, in quanto il tracciato della vecchia strada Angelica sopravvive nell'asse rettilineo costituito da via di Porta Angelica - via Ottaviano - viale Angelico.